# Mirna Radulović
Mirna Radulović, srbsky Мирна Радуловић (* 5. července 1992 Subotica, SR Srbsko, Socialistická federativní republika Jugoslávie, dnes Srbsko) je srbská zpěvačka a skladatelka, vítězka druhého ročníku hudební soutěže Prvi glas Srbije (Први глас Србије), srbské talentové show podobné soutěži Hlas. Reprezentovala Srbsko na Eurovizi 2013 ve švédském Malmö s písní Ljubav je svuda (Љубав је свуда) spolu s Nevenou Božović a Sarou Jovanović.

## Mládí a kariéra

### Mládí a kariéra: 1992–2012
Mirna se narodila 5. července 1992 ve městě Subotica. Její matka je herečka a ballerina v divadle Subotica. Má sestru dvojče – Neru, se kterou vystupvala jako duo. Před účasti v Prvi glas Srbije vystupovala v mnoha klubech v Subotici. Největší hudební vzory jsou jí Beyoncé Knowles a Christina Aguilera.
Mirna dříve zkoušela štěstí v 1. ročníku soutěže Prvi glas Srbije (2011). Prošla prvními zkouškami, ale odešla ze soutěže, protože po jejím prvním vystoupením omdlela před porotci.

### Prvi glas Srbije: 2012–13
Mirna se stala celebritou v Srbsku díky účasti a výhře ve 2. ročníku soutěže Prvi glas Srbije, srbské hudební talentové show podobné Hlasu. Úspěšně prošla přes zkoušky na slepo a bojovými fázemi v průběh živých vystoupení. V bojové fázi jak Mirna, tak i Nevena udělali dojem na porotce Vlada Georgieva, Aleksandru Radović and Sašu Miloševiće Mare a rozhodli se obě poslat dál. Mirna i Nevena mohli eventuálně obě dosáhnout Velkého finále soutěže. Mirna byla nominována na vyřazení pouze jednou, a to v 18. epizodě 22. prosince 2012, ale byla nakonec zachráněna porotci.
Během Prvi glas Srbije byla známá pro její bezchybná vystoupení všech žánrů a její vítězství bylo považováno jako zasloužené. Nicméně, mnoho diváků show kritizovali za to, že porotci rozhodovali o vítězi místo publika, zatímco mnoho jich bylo přesvědčeno, že Nevena mohla vyhrát, pokud bylo rozhodnutí na divácích.
Mirna vystupovala živě s těmito písněmi:
- Christina Aguilera — "Hurt"
- Aretha Franklin — "Think"[11]
- Zorica Brunclik — "A tebe nema"[12]
- Lepa Brena — "Janoš"[13]
- Alexandra Burke — "Hallelujah"[14]
- Beyoncé Knowles — "Naughty Girl"[15]
- Aleksandra Radović — "Karta za jug" | Bisera Veletanlić — "Zlatni dan"[16]
- Adele — "Skyfall" | Silvana Armenulić — "Noćas mi srce pati"[16]
- Jelena Tomašević — "Oro" | Rihanna — "Where Have You Been"[17]
- Christina Aguilera — "Your Body" | Silvana Armenulić — "Ciganine, sviraj, sviraj"[18]
- Karolina Gočeva — "Više se ne vraćaš" | Alicia Keys — "Girl on Fire" | Tina Turner — "The Best" | Mariah Carey — "Hero"[19]

### Nadcházejí debutové album a Beosong 2013: 2013—současnost
Jako ocenění za její triumf v soutěži Prvi glas Srbije, získala nahrávací kontakt s nahrávací společností Prva Records a částku €100,000, které mohli být investovány do jejího debutového alba a následné propagace.
Dne 31. ledna 2013 se ona i její přátelé ze soutěže Nevena Božović a Sara Jovanović zúčastnili charitativním vaření Drinka Pavlović Orphanage v Bělehradě. Následující den Mirna i ostatní finalisté 2. ročníku Prvi glas Srbije uspořádali koncert v hlavním městě Černé Hory – Podgorici. Vystupovala jako sólistka v Subotici na dni Valentýna 14. února 2013.
V únoru 2013 bylo oznámeno, že by se mohly Mirna, Nevena i Sara spolu zúčastnit národního kola Beosong 2013 – srbského národního výběru pro Eurovision Song Contest 2013, pod jménem Moje 3, jako trio s písní Ljubav je svuda (Љубав је свуда) česky Láska je všude. Jejich píseň byla napsána Sašou Miloševićem Marem, skladatelem který byl částí skladatelského dua, kteří napsali singl Molitva – singl, který vyhrál Eurovision Song Contest 2007.

## Osobní život
Krátce po skončení soutěže Prvi glas Srbije se jí přinesla zvěst, že ji přítel podvádí. Mirna následně uvedla, že se rozešla s přítelem, ale on ji nepodváděl. Častěji bylo spekulováno, že Mirna chodí s kolegou ze soutěže Prvi glas Srbije – Zoranem Stanićem. Média také spekulovala o údajně napjatém vztahu mezei Mirnou a Nevenou, ale Mirna to popřela.

## Diskografie

### Alba
- TBA (2014)

### Singles
| Název                                  | Rok  | Album           |
| -------------------------------------- | ---- | --------------- |
| "Ljubav je svuda" (jako členka Moje 3) | 2013 | Ljubav je svuda |
| "Slušaj Dobro"                         | 2013 |                 |
| "Pred Svima"                           | 2014 |                 |